# Prionosoma plavis
Prionosoma plavis är en mångfotingart som beskrevs av Pius Strasser 1960. Prionosoma plavis ingår i släktet Prionosoma och familjen knöldubbelfotingar. Inga underarter finns listade i Catalogue of Life.